# EmotionVoices
emotionVoices é um grupo coral português liderado pelo maestro Manuel Rebelo.

## História
O coro emotionVoices foi formado em 2013 pelo maestro Manuel Rebelo, no seio da academia Vocal Emotion, academia que se dedica essencialmente ao trabalho e desenvolvimento da técnica vocal.
Constituído por cerca de 40 elementos de todas as idades e origens, interpreta a cappella, ou em colaboração com formações instrumentais, obras portuguesas e estrangeiras, do vasto período compreendido entre o Renascimento e os nossos dias.
Mantendo sempre uma intensa atividade o coro emotionVoices apresentou-se em inúmeras localidades do país, assim como nos mais importantes espaços de Lisboa (Centro Cultural de Belém, Convento do Beato, Torreão Sul da Praça do Comércio, Mosteiro dos Jerónimos, entre outros). Participou nas mais significativas manifestações culturais, destacando o "Summer Choral Festival" (edição de 2014, CCB), cuja participação recolheu uma excelente crítica da parte do júri; e "Songs 4All" (um concerto inclusivo para vozes e mãos realizado no Panteão Nacional, produzido pelo Emotion Arts - Clube de Cultura), cuja assistência ultrapassou as 600 pessoas.
No final de 2014, o emotionVoices apresentou no Mosteiro dos Jerónimos e na Igreja da Sra. da Boa Nova, conjuntamente com o coro alemão Ars Musica, o concerto "Lumen Ascendit ex Tenebris". O coro emotionVoices tem ainda desenvolvido uma intensa actividade em áreas distintas da acção artística como eventos realizados em colaboração com a produtora "By The Music" para o programa televiso "Imagens de Marca" (SIC) e para a "Unicre" (Instituição financeira).

## Maestros titulares
- Manuel Rebelo - maestro fundador

## Apresentações principais
- "Songs 4 All", Panteão Nacional, 2014
- "Summer Choral Festival"[2]), Centro Cultural de Belém, 2014
- "Breve tarde a capella", Igreja de S. José dos Carpinteiros e Igreja da Madalena, 2014
- "Lumen Ascendit ex Tenebris", Mosteiro dos Jerónimos e Igreja da Sra. da Boa Nova, 2014